# K3b
K3b (KDE Burn, Baby, Burn!) è la principale applicazione, per i sistemi GNU/Linux ed Unix-like con l'ambiente desktop KDE, che permette di masterizzare CD, DVD e Blu-Ray. K3b è scritto con il linguaggio di programmazione C++, e fa parte dei pacchetti Extragear di KDE. Il programma, che è distribuito sotto la GNU General Public License, ricalca molte funzioni dell'analogo software Nero Burning ROM.
Tecnicamente il programma fornisce solo un'interfaccia grafica per una serie di applicazioni già esistenti utilizzabili a riga di comando da una console di testo.
Le applicazioni a riga di comando utilizzate per masterizzare sono: cdrecord, cdrdao e growisofs. Per realizzare CD video (VCD e DVD) dal formato video MPEG è necessaria anche l'applicazione GNU VCDImager. K3b supporta sia la copia indiretta tramite prima la creazione di un'immagine ISO sul hard disk e poi la relativa copia sia la masterizzazione a volo, ossia disco-a-disco.
K3b rende l'utilizzo di tali applicazioni molto semplice per gli utenti meno esperti o più abituati a sistemi grafici come Microsoft Windows o macOS.
Il programma è stato uno degli ultimi ad essere definitivamente adattato a KDE4 nonostante già prima era comunque utilizzabile su KDE 4. È stata anche una delle prime applicazioni con cui è stato possibile gestire i Blu Ray senza alcuna difficoltà.

## Caratteristiche
- Creazione e masterizzazione di un CD con grafica a trascinamento (drag & drop).
- Creazione e masterizzazione di un DVD con grafica a trascinamento.
- Creazione di CD audio a partire da tracce audio e da MP3, con possibilità di normalizzare i volumi delle tracce audio (particolarmente utile con MP3 provenienti da fonti ed album diversi che possono avere volumi diversi).
- Copie di CD e DVD di qualsiasi tipo: dati, audio, video.
- Creazione di file di immagine (ISO) da CD e da DVD.
- Masterizzazione di file di immagine (ISO) su CD e DVD.
- Cancellazione di CD riscrivibili.
- Creazione di DVD video.
- Creazione di dischi multisessione.
- Supporto completo ai supporti ottici Blu Ray.

Ovviamente tutte le caratteristiche dipendono dalla disponibilità nel sistema delle singole applicazioni a riga di comando di cui sopra.